# Багачівська сільська рада (Звенигородський район)
Багачі́вська сільська́ ра́да — адміністративно-територіальна одиниця та орган місцевого самоврядування у Звенигородському районі Черкаської області. Адміністративний центр — село Багачівка.

## Загальні відомості
- Населення ради: 1 108 осіб (станом на 2001 рік)

## Населені пункти
Сільській раді були підпорядковані населені пункти:
- с. Багачівка
- с. Михайлівка
- с. Павлівка

## Склад ради
Рада складалася з 14 депутатів та голови.
- Голова ради: Недоноско Галина Миколаївна
- Секретар ради: Гайдайчук Наталія Михайлівна

### Керівний склад попередніх скликань
| Прізвище, ім'я, по батькові | Основні відомості                                                 | Дата обрання | Дата звільнення |
| --------------------------- | ----------------------------------------------------------------- | ------------ | --------------- |
| Недоноско Галина Миколаївна | Сільський голова, 1970 року народження, освіта вища               | 26.03.2006   | 31.10.2010      |
| Недоноско Галина Миколаївна | Сільський голова, 1970 року народження, освіта вища, позапартійна | 31.10.2010   |                 |

Примітка: таблиця складена за даними сайту Верховної Ради України

### Депутати
За результатами місцевих виборів 2010 року депутатами ради стали:

#### За суб'єктами висування
| Суб'єкт висування                                       | Кількість обраних депутатів | %    |
| ------------------------------------------------------- | --------------------------- | ---- |
| Самовисування                                           | 13                          | 92,9 |
| Соціально-екологічна партія «Союз. Чорнобиль. Україна.» | 1                           | 7,1  |

#### За округами
| № округу                                                | Прізвище, ім'я, по батькові  | Дата визнання обраним | Освіта             | Партійна приналежність | Відомості про обраного депутата                                              |
| ------------------------------------------------------- | ---------------------------- | --------------------- | ------------------ | ---------------------- | ---------------------------------------------------------------------------- |
| Соціально-екологічна партія «Союз. Чорнобиль. Україна.» |                              |                       |                    |                        |                                                                              |
| 2                                                       | Складанюк Леонід Григорович  | 04.11.2010            | середня спеціальна | позапартійний          | пенсіонер                                                                    |
| Самовисування                                           |                              |                       |                    |                        |                                                                              |
| 1                                                       | Федоренко Марія Іванівна     | 04.11.2010            | середня            | позапартійна           | Звенигородський територіальний центр захисту населення, соціальний працівник |
| 3                                                       | Скупейко Тетяна Іванівна     | 04.11.2010            | середня спеціальна | позапартійна           | Багачівська філія ЗАТ НВФ «Урожай», ветлікар                                 |
| 4                                                       | Складанюк Ріта Миколаївна    | 04.11.2010            | вища               | позапартійна           | Багачівський навчально-виховний комплекс, вчитель                            |
| 5                                                       | Тихоненко Наталія Василівна  | 04.11.2010            | вища               | позапартійна           | Багачівський навчально-виховний комплекс, вчитель                            |
| 6                                                       | Гайдамака Ніна Михайлівна    | 04.11.2010            | середня спеціальна | позапартійна           | Багасівська сільська рада, бухгалтер                                         |
| 7                                                       | Поліщук Галина Михайлівна    | 04.11.2010            | середня спеціальна | позапартійна           | Багачівська сільська бібліотека, завідувачка                                 |
| 8                                                       | Омельчук Петро Андрійович    | 04.11.2010            | середня            | позапартійний          | Багачівська філія ЗАТ НВФ «Урожай», механізатор                              |
| 9                                                       | Сторчак Лідія Степанівна     | 04.11.2010            | середня спеціальна | позапартійна           | Багасівська сільська рада, землевпорядник                                    |
| 10                                                      | Лисянська Олена Григорівна   | 04.11.2010            | середня спеціальна | позапартійна           | Багачівський фельдшерсько-акушерський пункт, завідувачка                     |
| 11                                                      | Гайдайчук Наталія Михайлівна | 04.11.2010            | середня спеціальна | позапартійна           | Багасівська сільська рада, секретар                                          |
| 12                                                      | Уманська Тетяна Михайлівна   | 04.11.2010            | середня спеціальна | позапартійна           | тимчасово не працює                                                          |
| 13                                                      | Швець Валентина Миколаївна   | 04.11.2010            | середня            | позапартійна           | Михайлівське відділення зв'язку, листоноша                                   |
| 14                                                      | Заховайко Галина Павлівна    | 04.11.2010            | середня            | позапартійна           | тимчасово не працює                                                          |